# Sohag
Sohag in arabo سوهاج‎? è una città dell'Egitto centrale, capoluogo del governatorato omonimo. La città è situata sulla riva occidentale del Nilo, 100 km a sud di Asyūṭ, di fronte ad Akhmim, sulla riva orientale.
L'economia è basata sulla coltivazione del cotone, industrie tessili e fabbriche di trasformazione alimentare.
A Sohag ha sede la Facoltà di Arabo e Studi islamici collegata all'Università Al-Azhar del Cairo. Nelle sue vicinanze è presente il Monastero bianco.